# Шейдеман, Карл Фёдорович
Карл Фёдорович Шейдеман (22 мая [3 июня] 1816, Мангейм — 18 [30] июля 1869, Тверь) — русский военачальник, генерал-лейтенант (30 августа 1861), участник Венгерского похода 1849 года и герой обороны Севастополя.

## Биография
Родился 22 мая 1816 года в Мангейме, в великом герцогстве Баденском. Начальное воспитание получил в 1-м Московском кадетском корпусе, откуда в 1835 году был выпущен на службу прапорщиком в батарейную батарею 13-й артиллерийской бригады.
По истечении четырёхлетней службы в строю подпоручик Шейдеман стал адъютантом сначала при начальнике 4-й, а потом 6-й артиллерийской дивизии. В этой последней должности он оставался до назначения его в 1849 году командиром лёгкой № 8 батареи 18-й артиллерийской бригады, с которой участвовал во время Венгерской кампании в походе армии к западным пределам империи.

### Крымская война
В Крымскую войну 1853—1856 годов он находился в 4-м пехотном корпусе, направлявшемся для занятия придунайских княжеств, и принимал участие во многих делах. За отличие при атаке Ольтеницкого карантина отрядом генерала от инфантерии П. А. Данненберга неприятельской позиции был произведён 17 (29) декабря 1853 год в полковники. В следующем году Шейдеман участвовал в осаде Силистрии, произведённой под начальством генерал-фельдмаршала И. Ф. Паскевича-Эриванского. За храбрость в этом деле получил императорскую корону к ордену Святой Анны 2-й степени.
Но самые видные заслуги, оказанные им на боевом поприще, относятся к обороне Севастополя. Находясь в его стенах, Шейдеман участвовал в сражениях и вылазках против осаждавшего город неприятеля, причём отличался своей храбростью и распорядительностью. 24 октября 1854 года участвовал в Инкерманском сражении. В 1855 году, после произведённой под начальством генерал-лейтенанта С. А. Хрулёва усиленной рекогносцировки  и штурма Евпатории 5 февраля, где командовал всей стоявшей там артиллерией, Шейдеман был назначен 24 марта (5 апреля) начальником артиллерии Севастополя. За распорядительность в своей новой должности он вскоре был награждён золотой полусаблей с надписью «За храбрость».
Во время бомбардировки Севастополя 7 (19) апреля 1855 года был контужен осколком бомбы в голову, но не оставлял своей должности начальника артиллерии. За отличие в сражении против турок, англо-французов и сардинцев был произведён 15 (27) июня 1855 года в генерал-майоры и зачислен по пешей артиллерии, но оставался по-прежнему начальником артиллерии Севастопольского гарнизона. Когда же войска покинули Южную сторону Севастополя, он остался начальником артиллерии правого фланга обороны и Северной стороны города. 10 (22) октября 1855 года был назначен командиром 1-й бригады 9-й пехотной дивизии.
26 ноября (8 декабря) 1855 года Шейдеман был награждён орденом Святого Георгия 4-й степени за 25 лет выслуги (№ 9634 по списку Григоровича—Степанова), а 14 (26) мая 1856 года его наградили орденом Святого Георгия 3-й степени (№ 501):
в воздаяние примерных заслуг, оказанных во все время командования артиллерией Севастопольского гарнизона и геройской защиты его, где он отличался постоянным мужеством, храбростью и распорядительностью в делах с неприятелем.

### Послевоенные годы
Вскоре после окончания Крымской войны Шейдеман занял должность начальника штаба артиллерии 1-й армии. 30 августа (11 сентября) 1861 года он был произведён в генерал-лейтенанты и зачислен в №3 батарею 11-й артиллерийской бригады и оставлен в прежней должности. В том же году ему было поручено заведование четвёртым отделом войск в Варшаве, по случаю возникших между жителями беспорядков, причем в то же время он исполнял должность начальника штаба артиллерии 1-й армии. 23 (11) марта 1862 год ему было поручено отправиться в Вену для присутствия при погребении умершего австрийского фельдмаршала, князя Альфреда цу Виндишгреца.
Когда 1-я армия была упразднена, Шейдеман был отчислен от должности начальника штаба артиллерии этой армии и переведён в запас. Однако вскоре после преобразования уничтоженного управления 1-й армии в управление артиллерией в Царстве Польском ему поручили временное управление делами этого нового учреждения. В 1863 году он был назначен начальником 4-й артиллерийской дивизии, а когда штаб этой дивизии по переформировании артиллерии переименовали в управление начальника артиллерии 1-го резервного корпуса, его назначили начальником артиллерии того же корпуса. В 1864 году Шейдеман был сначала зачислен по пешей артиллерии в запасные войска, но затем назначен начальником 1-й пехотной дивизии и оставался им до своей смерти. Она последовала 18 (30) июля 1869 года, после Высочайшего смотра в Твери, от солнечного удара в вагоне царского поезда.
Действия и распоряжения Шейдемана во время обороны Севастополя, как лица, занимавшего ответственный пост и принимавшего активное участие в историческом событии, подвергались общественной критике. В многочисленных воспоминаниях и записках участников обороны Севастополя находятся неофициальные отзывы о деятельности Шейдемана в 1854—1855 годах. Неудачи русской армии при обороне Севастополя приписывают отчасти вялому действию артиллерии во время защиты Малахова кургана и винят в этом Шейдемана как её начальника. Упрекают его также за бесполезное истомление полевой артиллерии при отступлении из Севастополя. На эти обвинения находим также опровержения. В № 5 «Военного сборника» за 1860 год сам Шейдеман поместил статью, касающуюся этих вопросов. Кроме того, в «Русской старине» находятся статьи других авторов, разъясняющих те же вопросы.
К. Ф. Шейдеман — дед В. К. Лозины-Лозинского, в 2000 году Русской православной церковью причисленного к лику святых, как Священномученик Владимир (дни памяти: Январь 29, Июнь 4, Декабрь 13).

## Награды

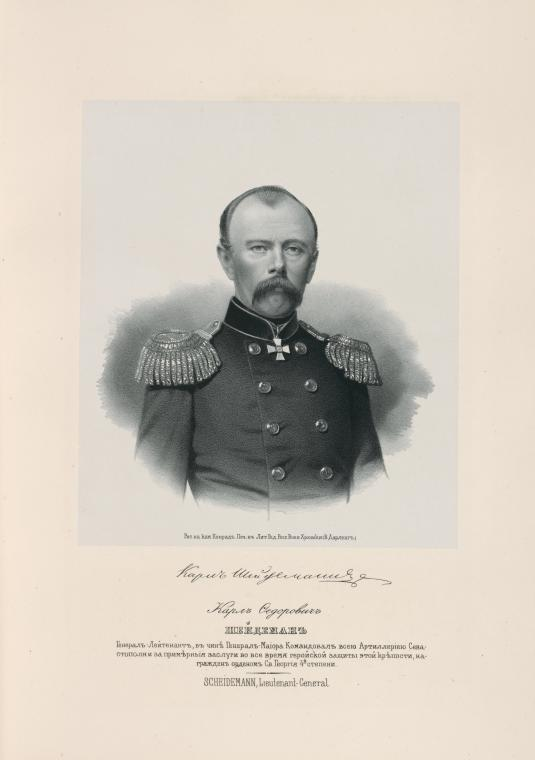
Портрет генерал-лейтенанта К.Ф. Шейдемана, 1861 г.

- Орден Святой Анны 2-й степени (06.12.1851)
- Императорская корона к ордену Святой Анны 2-й степени (1854)[2]
- Орден Святого Владимира 4-й степени с бантом (1855)[3]
- Золотая полусабля с надписью «За храбрость» (1855)[3]
- Орден Святого Владимира 3-й степени с мечами (1855)[3]
- Орден Святого Георгия 4-й степени за 25 лет службы в офицерских чинах (26.11.1855)[3]
- Орден Святого Георгия 3-й степени (14.05.1856)[3]
- Орден Святого Станислава 1-й степени (1857)[3]
- Орден Святой Анны 1-й степени с мечами (1864)
- Императорская корона к ордену Святой Анны 1-й степени (1866)[3]
- Знак отличия беспорочной службы за ХХ лет (1858)[3]

Иностранные:
- прусский Орден Красного орла 2-й степени (1858)
- Бриллиантовые украшения к прусскому ордену Красного орла 2-й степени (1860)[3]
- австрийский Орден Железной короны 1-й степени (1862)
- греческий Орден Спасителя, большой крест (1867)